# 雅拉爾德州
雅拉爾德州是帛琉16個行政區之一，位於巴伯爾圖阿普島北端，毗鄰雅切隆州，首府Ulimang位於該州東面。2000年人口638，雨量集中在5月至1月，而2月至4月則天氣乾燥。

## 外部連結
- Map of the main island chain of Palau （页面存档备份，存于）

7°37′N 134°38′E / 7.617°N 134.633°E